# Open de Andalucía

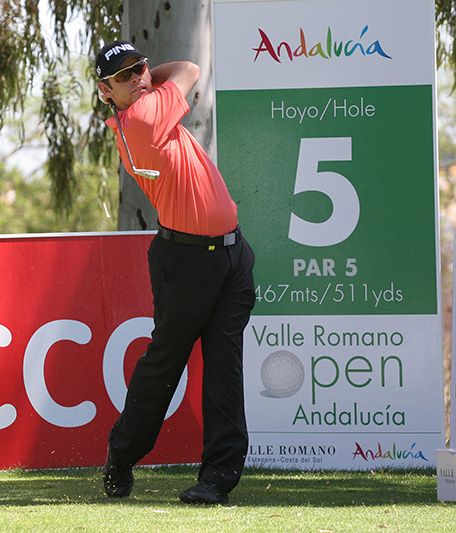
Louis Oosthuisen, winnaar 2010, hier tijdens het Open de Andalucía in 2007

Het Open de Andalucia is een internationaal golftoernooi, het maakt deel uit van de Europese PGA Tour sinds 2007.
Het is niet hetzelfde toernooi als de Turespaña Masters, die in 2000 stopte en waarvan enkele edities ook het Andalusië Open werden genoemd. Het Open de Andalucia wordt alleen in Andalusië gespeeld, waar een keuze van 90 golfbanen is, terwijl de Turespaña Masters ieder jaar in een ander deel van Spanje werd gespeeld.
Het toernooi kreeg in 1994 veel publiciteit, toen Miguel Ángel Jiménez, Severiano Ballesteros en Jack Nicklaus (de ontwerper van de baan) samen speelden. Het toernooi werd gewonnen door Carl Mason, die ruim 20 jaar niets meer gewonnen had.
In 2008 won Thomas Levet nadat hij Oliver Fisher in een play-off versloeg. Het was de vierde tour-overwinning van de Fransman.
Het Open in 2009 werd in Sevilla gespeeld op dezelfde baan waar in 2004 de World Cup werd gespeeld, en in 2008 het Open de España. In 2010 verhuisde het toernooi naar de Parador in Malaga, nadat de baan geheel gerenoveerd was. Het werd gewonnen door Louis Oosthuizen, die vier maanden later het Brits Open op zijn naam zette.
| Jaar                                     | Baan                                  | Winnaar              | Score |
| ---------------------------------------- | ------------------------------------- | -------------------- | ----- |
| 1992                                     | Parador Málaga Golf                   | Vijay Singh          | -11   |
| 1993                                     | Nova Sancti Petri, Cádiz              | Andrew Oldcorn       | -3    |
| 1994                                     | Montecastillo, Jerez                  | Carl Mason           | -10   |
| 1995                                     | Islkantilla, Huelva                   | Alexander Cejka      | -6    |
| 1996                                     | Parador Málaga Golf                   | Miguel Ángel Jiménez | -24   |
| 2007                                     | Aloha Golf Club                       | Lee Westwood         | -20   |
| MAPFRE Open de Andalucía by Valle Romano |                                       |                      |       |
| 2008                                     | Aloha Golf Club                       | Thomas Levet         | -16   |
| Open de Andalucia de Golf                |                                       |                      |       |
| 2009                                     | Real Club de Golf de Sevilla, Sevilla | Søren Kjeldsen       | -14   |
| 2010                                     | Parador de Málaga Golf Club, Málaga   | Louis Oosthuizen     | -17   |
| 2011                                     | Parador de Málaga Golf Club, Málaga   | Paul Lawrie          | -12   |
| 2012                                     | Aloha Golf Club, Málaga               | Julien Quesne        | -17   |